# Pepita Emmerichs
Pepita Emmerichs es una actriz y música australiana. Fue una de las fundadoras de la banda Oh Pep! con Olivia Hally y apareció en la película de 2009 Donde viven los monstruos.

## Carrera
Pepita "Pepi" Emmerichs nació y creció en Melbourne, Australia. Asistió a la escuela secundaria Victorian College of Arts, donde comenzó a colaborar con su compañera de estudios Olivia Hally en 2009. Emmerichs y Hally más tarde cofundaron la banda Oh Pep!, cuyo estilo musical Emmerichs ha caracterizado como una mixtura de folk, pop, country y bluegrass. Emmerichs también apareció en la película de 2009 de Spike Jonze Donde viven los monstruos, en la que interpretó a Claire, la hermana mayor del protagonista.

## Filmografía
| Año  | Título                    | Rol       | Notas                                  |
| ---- | ------------------------- | --------- | -------------------------------------- |
| 2005 | Blue Heelers              | Ally Shaw | Episodio: Everything a girl could want |
| 2009 | Donde viven los monstruos | Claire    | Película                               |
| 2010 | Stony Point               | Amelia    | Corto                                  |